# ソラ、カゼ
「ソラ、カゼ」は、2012年10月3日にリリースされたコタニキンヤ.の2枚目のシングル（BAD LUCK、コタニキンヤ、キンヤ名義でリリースされた作品を含めると通算13枚目）。発売元はよしもとR&C。

## 概要
タイトル曲「ソラ、カゼ」は「CLAMP FESTIVAL 2012」テーマソングに起用され、「IT'S」以来6年ぶりにメジャーレーベル（よしもとR&C）からリリースされた。カップリング曲は水樹奈々の「純潔パラドックス」、坂本真綾の「プラチナ」をカバー。
CD+DVDの形態で発売され、DVDにはProduction I.G.制作による過去のCLAMP作品のキャラクターの名シーン、名ゼリフが使用された「ソラ、カゼ」のミュージック・ビデオを収録。ジャケットはCLAMP描き下ろしの同イベントオリジナルキャラクター猫田杏と合志直柾。

## 収録曲
1. ソラ、カゼ
  - 作詞：コタニキンヤ.　作曲：ソラ、カゼ プロジェクト
2. 純潔パラドックス
  - 作詞：水樹奈々　作曲：吉木絵里子
3. プラチナ
  - 作詞：岩里祐穂　作曲：菅野よう子
4. ソラ、カゼ Original Karaoke
5. 純潔パラドックス Original Karaoke
6. プラチナ Original Karaoke